# Monte-Carlo Film Festival de la Comédie
Il Monte-Carlo Film Festival de la Comédie è un festival cinematografico organizzato dal 2001 da Ezio Greggio al Grimaldi Forum di Monte Carlo nel Principato di Monaco. 
Il festival è interamente dedicato ai film commedia.

## Storia
Il festival nasce nel 2001 grazie all'impulso di Ezio Greggio, con la direzione artistica di Franco Cauli (già ideatore dello storico Funny Film Festival di Dario Boario Terme) in un periodo difficile per la commedia nel cinema, appena dopo gli attentati dell'11 settembre.
La prima edizione ha visto la presenza di Mario Monicelli come presidente della giuria e di Alberto Sordi, Claudia Cardinale, Gina Lollobrigida e Silvana Pampanini premiati come rappresentanti della commedia all'italiana.

## 1ª edizione (2001)
- Giuria: Mario Monicelli (presidente), Elisabeth Missland, Bernard Splinder, Denise Fabre
- Miglior film: The Wedding Cow di Tomi Streiff /
- Miglior attrice: Isabella Parkinson per The Wedding Cow /
- Miglior regista: Pietro Sussi per The House of Chicken
- Miglior colonna sonora: Pascal Comelade per Attention aux chiens
- Premio speciale: Gina Lollobrigida, Alberto Sordi, Claudia Cardinale, Silvana Pampanini

## 2ª edizione (2002)
- Giuria: Luis Bacalov (presidente), Barbara Carmen Mastella, Arthur Joffé, Urbano Barberini
- Miglior film: Bell'amico di Luca D'Ascanio
- Miglior attore: Antoine Dulery per Toutes Les Filles Sont Folles
- Miglior attrice: Talia Shire per Kiss the Bride
- Miglior colonna sonora: Brody Dalle e Jeremy Paris per Kiss the Bride
- Miglior sceneggiatura: Ester Marcovecchio e Roberta Beolchini per Come se fosse amore
- Premio speciale della giuria: Le ventre de Juliette
- Premio speciale: Leslie Nielsen, Nino Manfredi, Luis Bacalov, Christian De Sica, Eleonora Giorgi, Leo Gullotta, Arthur Joffé, Philippe De Broca

## 3ª edizione (2003)
- Giuria: Virna Lisi (presidente), Jean Sorel, Florinda Bolkan, Remo Girone
- Miglior film: Sexo con amor di Boris Quercia
- Miglior attore: Bora Todorovic per Loving Glances
- Miglior attrice: Flora Montgomery per Goldfish Memory
- Menzione speciale: Sabrina Impacciatore
- Miglior sceneggiatura: Srdjan Karanovic per Loving glances
- Miglior musica originale: Zoran Simjanovic per Loving glances
- Premio speciale della giuria: Goldfish Memory
- Premio alla carriera: Mario Monicelli, Virna Lisi, Remo Girone
- MCFF Comedy Award 2003: Massimo Boldi, Claudia Gerini, Adriano Giannini, Lino Banfi
- Premio speciale: Francesco Nuti, Luigi Magni, Jean Sorel
- Premio speciale MCFF 2003: Florinda Bolkan
- Premio speciale Exploit 2003: Silvio Muccino

## 4ª edizione (2004)
- Giuria: Jean-Loup Hubert (presidente), Carlo Verdone, Cécile Cassel, Christopher Buchholoz, Raquel Sueiro
- Miglior film: Seres Queridos di Teresa De Pelegri e Dominic Harari
- Miglior attore: Eduard Fernández per Cosas que hacen que la vida valga la pena
- Miglior attrice: Ana Belén per Cosas que hacen que la vida valga la pena
- Miglior sceneggiatura: Teresa De Pelegri per Seres Queridos
- Miglior colonna sonora: Bingen Mendizábal per Cosas que hacen que la vida valga la pena
- Premio speciale della giuria: Addio al nubilato
- Premio alla carriera: Macha Meril
- MCFF Comedy Award 2004: Carlo Verdone, Nancy Brilli
- Premio speciale Exploit 2004: Leonardo Pieraccioni

## 5ª edizione (2005)
- Giuria: Édouard Molinaro (presidente), Ettore Scola, Lio, Evelyn Bouix, Danny Quinn
- Miglior film: El Calentito di Chus Gutierrez
- Miglior attore: Ken Duken per Offside
- Miglior attrice: Nuria Gonzàles per El Calentito
- Miglior sceneggiatura: Eine andere liga
- Miglior colonna sonora: Tao Gutiérrez per El Calentito
- Premio speciale: Omar Sharif, Giovanni Veronesi
- Premio alla carriera: Annie Girardot, Édouard Molinaro
- MCFF Comedy Award 2005: Bud Spencer, Giuliana De Sio

## 6ª edizione (2006)
- Giuria: Georges Lautner (presidente), Elsa Martinelli, Ricky Tognazzi, Simona Izzo, Patrick Bouchitey
- Miglior film: Madame Irma di Didier Bourbon
- Miglior attore: Renato Pozzetto per Un amore su misura
- Miglior attrice: Judit Schell per Just Sex and Nothing Else
- Miglior colonna sonora: E guardo il mondo da un oblò
- Miglior opera prima: Agente matrimoniale
- Premio speciale: Georges Lautner, Elsa Martinelli, Mylene Demogenot, Jean-Claude Brialy, Pupi Avati, Antonio Avati, Maurizio Nichetti

## 7ª edizione (2007)
- Giuria: Ettore Scola (presidente), Claude Zidi, Serena Autieri, Ophélie Winter, Giulio Scarpati
- Miglior commedia: Lezioni di cioccolato di Claudio Cupellini
- Miglior attore: Pat Shornda per Garage
- Miglior attrice: Violante Placido per Lezioni di cioccolato
- Miglior sceneggiatura: Robert Davi per The Dukes
- Premio speciale - miglior opera prima: The Dukes di Robert Davi
- Premio speciale "Grace Kelly": Alberto II di Monaco
- Premio speciale: Ettore Scola, Ornella Muti, Claude Zidi, Zeudi Araya

## 8ª edizione (2008)
- Giuria: Claude Pinoteau (presidente), Anna Galiena, Antonia Liskova, Barbara Bouchet, Caroline Ducey, Lando Buzzanca
- Miglior commedia: LOL (Laughing Out Loud) di Lisa Azuelos
- Miglior attore: Hugh Bonneville per French Film
- Miglior attrice: Sophie Marceau per LOL (Laughing Out Loud)
- Miglior sceneggiatura: Aschlin Ditta per French Film
- Premio speciale - miglior opera prima: Lost Islands di Reshef Levi
- Premio speciale: Ursula Andress, Paolo Villaggio, Anna Galiena, Macha Meril, Claude Pinoteau, Barbara Bouchet, Lando Buzzanca

## 9ª edizione (2009)
- Giuria: Christian De Sica (presidente), Delphine Chanéac, Elena Bouryka, Massimo Ghini, Valérie Mairesseha
- Miglior film: Pagafantas di Borja Cobeaga
- Miglior attore: Antonio de la Torre per Gordos
- Miglior attrice: Leticia Herrero per Gordos
- Miglior sceneggiatura: Daniel Sánchez Arèvalo per Gordos
- Miglior opera prima: The be all and end all di Bruce Webb
- Premio speciale: Michèle Mercier, Enzo Iacchetti, Daniel McVicar, Neri Parenti, Michelle Hunziker, Massimo Ghini

## 10ª edizione (2010)
- Giuria: Vincenzo Cerami (presidente), Maurizio Cabona, Catherine Jacob, Ugo Nespolo, Fausto Brizzi
- Miglior film: La chance de ma vie di Nicholas Cuches
- Miglior attore: Gianfelice Imparato per Into Paradiso
- Miglior attrice: Virginie Efira per La chance de ma vie
- Miglior sceneggiatura: Oscar Aibar per El gran Vazquez
- Miglior scenografia: Oscar Aibar per El gran Vazquez
- Premio speciale della giuria: Four Lions di Chris Morris
- Premio speciale: John Landis, Claudio Bisio, Claude Lelouch, Gigi Proietti, Gina Lollobrigida, Aldo Maccione

## 11ª edizione (2014)
- Giuria: Vittorio Storaro (presidente), Carol Alt, Lina Wertmüller, Arcadiy Golubovich, Ilya Bachurin
- Miglior film: Tres Bodas de Mas di Javier Ruiz Caldera
- Miglior attore: Elyas M’Barek per Fuck you, prof! (Fack Ju Goethe)
- Miglior attrice: Inma Cuesta per Tres Bodas de Mas
- Miglior regista: Bora Dagtekin per Fuck you, prof! (Fack Ju Goethe)
- Miglior produzione: Enjoy Movies per Speak of the Devil
- Premio speciale della giuria: Checco Zalone e Pietro Valsecchi per Sole a catinelle
- Premio speciale della giuria cinematografica: Fuck you, prof! (Fack Ju Goethe) di Bora Dagtekin
- Premio speciale: Alessandro Siani, Neri Marcorè, Vittorio Storaro, Lina Wertmüller, Carol Alt, Arcadiy Golubovich

## 16ª edizione (2019)
- Miglior attore: Ricardo Darín per El amor menos pensado

## 18ª edizione (2021)
- Giuria: Raoul Bova (presidente), Mario de la Rosa, Giacomo Ferrara, Mario Sesti
- Miglior film: Sentimental (C. Gay, 2020)